# Resolutie 486 Veiligheidsraad Verenigde Naties
Resolutie 486 van de Veiligheidsraad van de Verenigde Naties werd op 4 juni 1981  aangenomen. Veertien leden van de Veiligheidsraad
stemden voor de resolutie, terwijl de Volksrepubliek China niet stemde.

## Achtergrond
Nadat op Cyprus geweld was uitgebroken tussen de twee bevolkingsgroepen op het eiland, stationeerden de VN er de UNFICYP-vredesmacht. Bijna twintig jaar later was die vredesmacht nog steeds aanwezig op het
eiland, doordat zij keer op keer werd verlengd.

## Inhoud
De Veiligheidsraad:
- neemt nota van het rapport van de secretaris-generaal over de VN-operatie in Cyprus;
- merkt op dat de partijen overeenkomen om de vredesmacht met zes maanden te verlengen;
- merkt ook op dat de Cypriotische overheid akkoord gaat met een verlenging na 15 juni;
- herbevestigt resolutie 186 uit 1964;
- herhaalt zijn steun voor het tienpuntenakkoord voor de hervatting van de gesprekken;

1. verlengt eens te meer de VN-vredesmacht in Cyprus tot 15 december 1981;
2. is tevreden dat de gesprekken hervat werden op basis van het tienpuntenakkoord;
3. vraagt de secretaris-generaal om zijn missie voort te zetten en te rapporteren tegen 30 november.

## Verwante resoluties
- Resolutie 472 Veiligheidsraad Verenigde Naties
- Resolutie 482 Veiligheidsraad Verenigde Naties
- Resolutie 495 Veiligheidsraad Verenigde Naties
- Resolutie 510 Veiligheidsraad Verenigde Naties

Lijst ·  485 ·  486 ·  487 ·  488 ·  489 ·  490 ·  491 ·  492 ·  493 ·  494 ·  495 ·  496 ·  497 ·  498 ·  499